# 木下順一
木下 順一（きのした じゅんいち、1929年〈昭和4年〉6月1日 - 2005年〈平成17年〉10月27日）は、日本の作家、雑誌編集長。北海道函館市真砂町（後の大手町）出身。東京都台東区上野の文部省図書館職員養成所（後の図書館情報大学）卒業。

## 人物歴
図書館職員養成所時代から小説家を志し、学友たちと文芸雑誌を創刊し、小説を掲載するなどの活動を行なっていた。21歳のときに書いた小説『怪物』は、作家の埴谷雄高から評価を受けた。
1962年（昭和37年）、地元の函館で季刊誌『函館百点』（後に『はこだて』、さらに後に『街』と改題）の創刊メンバーに加わり、創刊後も編集と発行に携わった。1975年（昭和50年）からは函館文学学校の講師を務め、雑誌と学校で地元の人材育成と地域文化に貢献した。後に『街』編集スタッフの1人が「文学を志す人以外にも執筆者を求め、発掘するプロでもあった」と語っている。『街』誌上では、時代を辛口に批評する木下のコーナーも人気を博した。
作家としては、文芸雑誌などで小説や随筆の発表を行なった。7歳のときに結核性関節炎で右足切断手術を受け、義足生活を強いられている経験から、切断障害の境遇や障害者差別を取り上げた作品も見受けられる。1997年（平成9年）、第48回函館市文化賞を受賞。翌1998年（平成10年）、小説『湯灌師』で第32回北海道新聞文学賞を受賞した。
2005年2月、木下の高齢を理由に『街』が休刊。同年10月、前立腺癌により満76歳で死去。
没後の2006年（平成18年）6月、木下の遺志を継ぐ元編集員により『街』が復刊され、2012年（平成24年）の廃刊までに通算536号を発行した。翌2013年（平成25年）、『街』の歩みを振り返る『わが街 はこだて タウン誌50年』が発刊された。2007年（平成19年）からは長女夫妻がウェブサイトを立ち上げ、木下の功績を広める活動を行なっている。